# Силин, Анатолий Дмитриевич
Анатолий Дмитриевич Силин (9 июля 1937, Киев — 24 августа 2017, Москва) — советский и российский режиссёр, сценарист, критик, заслуженный деятель искусств Российской Федерации (1996), лауреат Государственной премии СССР (1985).

## Биография
В 1959 году окончил геолого-разведочный факультет Московского института цветных металлов и золота, в 1964 году — режиссёрское отделение, в 1970 году — аспирантуру театрального училища им. Б. В. Щукина при театре им Евг. Вахтангова (ВУЗ).
Работал режиссёром в Московском театре им. А. С. Пушкина, Ленинградском театре им. Ленинского комсомола, Ленинградском Малом драматическом театре.
В 1968 году организовал в Москве молодёжный театр-студию «Резонанс».
В общей сложности поставил более 200 массовых театрализованных представлений и праздников в СССР, Польше, Германии, Венгрии, Болгарии, Чехословакии, Индии и других странах.
Автор нескольких книг и около 70 статей о молодёжных любительских театрах в СССР, о «Театрах протеста» в Западной Европе и в США, специфике режиссуры массовых представлений. Работал во Всесоюзном институте повышения квалификации работников культуры (ВИПКРК). Был главным режиссером культурной программы Всемирного фестиваля молодежи и студентов в Москве в 1985 году. Именно он разработал ряд новых форм массовых представлений. Заслуженный деятель искусств России, Лауреат Государственной премии. Профессор МГИК, художественный руководитель курса.

## Семья
Жена — Людмила Митрофановна (Крячко) Силина.
Актриса театра и кино. Выпускница Воронежской государственной академии искусств (1985). Профессиональный музыкант (исполнительское отделение фортепиано и гитары воронежского государственного музыкального училища, 1981 г.).
Дети:
Михаил (род. 2001)
Алиса (род. 1988)

## Награды и премии
- Заслуженный деятель искусств Российской Федерации (1996)
- Лауреат Государственной премии СССР (1985)
- Лауреат премии Москвы (1997)
- Лауреат премии СТД «Грани Театра масс» (2008)
- Кавалер Ордена Дружбы (27.03.2006)[1]

#### Список научных и методических трудов Силина Анатолия Дмитриевича
| №     | Наименование                     | Характер работы                                                | Выходные данные                                                    | Тираж               | Объём              | Примечания                                        |
| Книги |                                  |                                                                |                                                                    |                     |                    |                                                   |
| 1     | «Потому, что не могут не выйти»  |                                                                | «Изд-во «Советская Россия», 1978 г.                                | 66285 экз. (96 с.)  | 7,14 уч-изд. л.    |                                                   |
| 2     | «Площади – наши палитры»         |                                                                | Изд-во «Советская Россия», 1982г.                                  | 45115 экз. (184 с.) | 15,38 уч-изд л.    |                                                   |
| 3     | «Театр улиц и площадей»          |                                                                | Изд-во «Советская Россия», 1989 г.                                 | 58713 экз. (168 с). | 10,97 уч.-изд. л., |                                                   |
| 4     | «Театр выходит на площадь»       |                                                                | Изд-во ВНМЦ МК СССР, 1991 г.                                       | 1000 экз. (180 с.)  | 13, 64 уч.-изд. л. |                                                   |
| 5     | «На главной площади с оркестром» |                                                                | Изд-во ГРДНТ и Ассоциации режиссёров и организаторов МТПиП, 1997г. | 1000 экз (112 с)    | 7,5 усл. п.л.      |                                                   |
| 6     | «И пришёл на стадион праздник»   | Литературная обработка текста и предисловие А.Д. Силина.       | Изд-во ГРДНТ и Ассоциации режиссёров и организаторов МТПиП, 1998г. | 1000 экз. (118 с.)  | 7,5 усл. п.л.      | Автор М.В. Левин                                  |
| 7     | «Пушкин. Автопортрет».           | Адаптация, предисловие и режиссёрские рекомендации А.Д. Силина | Изд-во ГРДНТ и Ассоциации режиссёров и организаторов МТПиП, 1998г. | 500 экз (136 с.)    | 8,5 усл. п.л.      | Автор Б.А. Голлер. Инсценировка «Евгения Онегина» |

| 8                       | «Режиссёрский замысел» |                                                                  | Изд-во ГРДНТ и Ассоциации режиссёров и организаторов МТПиП, 1999г.                                        | 500 экз. (100 стр.) (Силин ~31с)              | 6,5 усл. п.л. Силин ~2 усл.п.л. | Совместно с А.А.Руббом |
| 9                       | «АЛИК. Воспоинания об А.Ю. Аксельроде». | Автор заключительной статьи и реактор-составитель всего сборника | Изд-во «Мол. гвардия», 2008г                                                                              | 500 экз. (400 с.)                             | 16 усл.п.л. Силин~0,5 усл.п.л.  |                        |
| 10                      | «На площадях растут цветы и ходят кони» | Сборник сценариев с эскизами и планировками.                     | М., культурно-издательский центр «Фест». Приложение к журналу «Сценарии и репертуар», вып. 15 и 16, 2008г | Каждый выпуск~11000 экз                       | 95с+96с»7,6 усл.п.л.            |                        |
| 11                      | «Дорога на площадь». Подзаголовок «Специфика работы режиссёра МТПиП под открытым небом и на больших нетрадиционных площадках.                          | Монография-учебник                                               | Типография «Наука», 2013г                                                                                 | 312с                                          | 19,5 усл. п.л.                  |                        |
| СЦЕНАРИИ ОПУБЛИКОВАННЫЕ | |                                                                  | |                                               |                                 |                        |
| 1                       | «Война народная, священная война...», 2 сценария. |                                                                  | Изд. ВААП-информ, 1983 г.                                                                                 |                                               |                                 |                        |
| 2                       | «Война народная». «Культпросветработа в войсках». N 4.                                                                                                 |                                                                  | 1984 г.                                                                                                   |                                               |                                 |                        |
| 3                       | «Равнение на знамя Победы». «Культпросветработа», N 12.                                                                                                |                                                                  | 1984 г.                                                                                                   |                                               |                                 |                        |
| 4                       | «Дорога длиной в 1418 дней». «Молодежная эстрада», N 1.                                                                                                |                                                                  | 1985 г.                                                                                                   |                                               |                                 |                        |
| 5                       | «Война народная, священная война». Сб. «Победным набатом звучи, 45-й!»                                                                                 |                                                                  | Изд-во «Советская Россия».1985 г.                                                                         |                                               |                                 |                        |
| 6                       | «Хлеб, цветы и листовки». |                                                                  | Изд. ВААП-информ, 1085г.                                                                                  |                                               |                                 |                        |
| 7                       | «Предостережение». |                                                                  | Изд. ВААП-информ. 1986г.                                                                                  |                                               |                                 |                        |
| 8                       | «Это наша с тобой биография». |                                                                  | Изд. ВААП-информ. 1987 г.                                                                                 |                                               |                                 |                        |
| 9                       | «Это наша с тобой биография». Сб. «Знамёна Октября».                                                                                                   |                                                                  | Изд-во «Советская Россия», 1987 г                                                                         |                                               |                                 |                        |
| 10                      | «У нас сегодня ярмарка». |                                                                  | Изд. ВААП-информ. 1988 г.                                                                                 |                                               |                                 |                        |
| 11                      | «В музыке - душа твоя, Россия!» |                                                                  | Изд. МК РСФСР и ВНМЦ им. Крупской, 1989 г.                                                                |                                               |                                 |                        |
| 12                      | «Живые, пойте о нас!», «Тогда и теперь». |                                                                  | Изд. ГДРНТ, 2003г                                                                                         |                                               | ~3,5 усл.п.л.                   | Сборник «Салют Победы» |
| УЧЕБНЫЕ ПОСОБИЯ         | |                                                                  | |                                               |                                 |                        |
| 1                       | Специфика работы режиссера при постановке массовых театрализованных представлений под открытым небом и на больших нетрадиционных сценических площадках |                                                                  | Изд. ВИПКРК МК СССР. В 3- частях. Часть I - 1986 г., Часть II - 1987г., часть III - 1988 г.,              | 500 э. (93 с); 500 э. (116 с); 500 э (140 с), | 4 п.л. 5 п.л.                   |                        |

| Режиссерско-постановочная работа в профессиональных театрах |                                                    |                                                                                     |                                                                                      |
| 1                                                           | Ю.Шевкуненко «Покой нам только снится»             | (постановка Б..И.Равенских). Ассистент режиссера.                                   | 1962 г., Москва, театр им. Пушкина.                                                  |
| 2                                                           | Л.Скуарцина «Романьола»                            | (постановка Б. И.Равенских). Режиссер-ассистент.                                    | 1963 г., Москва, театр им. Пушкина                                                   |
| 3                                                           | Х.Лакснесс «Атомная станция»                       | (постановка О.Я.Ремеза). Режиссер                                                   | 1964 г., Москва, театр им. Пушкина.                                                  |
| 4                                                           | М.Шолохов «Поднятая целина»                        | (постановка Б.И.Равенских). Один из авторов сценического варианта пьесы и режиссер. | 1965 г., Москва, театр им. Пушкина.                                                  |
| 5                                                           | М.Сагалович «Аве-Мария».                           | Автор сценического варианта пьесы и режиссер-постановщик.                           | 1965 г., Ленинград, Малый драматический театр.                                       |
| 6                                                           | Б.Брехт «Трехгрошовая опера».                      | (постановка М.А.Гершта). Режиссер                                                   | 1965 г., Ленинград, театр им. Лен. комсомола.                                        |
| 7                                                           | В.Кетлинская «Прошу слова»                         | (постановка М.А.Гершта). Режиссер.                                                  | 1966 г., Ленинград, театр им. Лен. комсомола.                                        |
| 8                                                           | Л.Ричардсон «Дети леса».                           | Режиссер-постановщик.                                                               | 1966 г., Ленинград, гастрольный театр Ленконцерта.                                   |
| 9                                                           | Л.Андреев «Дни нашей жизни».                       | (постановка М.А.Гершта). Режиссер                                                   | 1967 г., Ленинград, театр им. Лен. комсомола.                                        |
| 10                                                          | Л.Леонидов «Приключения Незнайки».                 | Режиссер-постановщик                                                                | 1967 г., Ленинград, театр им. Лен. комсомола.                                        |
| 11                                                          | В.Осипов «Двое в ее судьбе» («Только телеграммы»). | Автор сценического варианта пьесы и режиссер-постановщик.                           | 1967 г., Ленинград, Малый драматический театр.                                       |
| Режиссерско-постановочная работа в любительских театрах     |                                                    |                                                                                     |                                                                                      |
| 1                                                           | А.Галич "Походный марш". .                         | Режиссер-постановщик.                                                               | 1966 г., Ленинград, студия при ДК профтехобразования                                 |
| 2                                                           | . А.Толстой "Фюрер".                               | Автор композиции по пьесе и режиссер-постановщик.                                   | 1968 г., Москва, экспериментальный студенческий театр МАИ                            |
| 3                                                           | А.Арбузов "Дальняя дорога".                        | Автор композиции по пьесе и режиссер-постановщик.                                   | 1968 г., Москва, студия при ЦДК профтехобразования.                                  |
| 4                                                           | В.Розов "В поисках радости".                       | Автор композиции по пьесе и режиссер-постановщик.                                   | 1969 г. 1970 г., Москва, театр-студия "Резонанс" клуба им. Крупской.                 |
| 5                                                           | "Хлеб, цветы и листовки".                          | Автор сценария и режиссер-постановщик.                                              |                                                                                      |
| 6                                                           | . Н.Лесков, Е.Замятин "Сказ о тульском Левше".     | Автор композиции и режиссер-постановщик.                                            | 1971 г., Москва, театр-студия "Резонанс" клуба им. Крупской                          |
| 7                                                           | Б.Голлер "Десять минут и вся жизнь".               | Режиссер-постановщик.                                                               | 1973 г., Москва, театр-студия "Резонанс" ДК типографии "Красный пролетарий".         |
| 8                                                           | "Дорога длиной в 1418 дней".                       | Автор сценария и художественный руководитель постановки.                            | 1975 г., Москва, театр-студия "Резонанс" ДК типографии "Красный пролетарий".         |
| 9                                                           | Б.Брехт "Опера за три гроша".                      | Автор композиции по пьесе и режиссер-постановщик.                                   | 1979 г., Москва, народный театр современной оперетты ДК им. В.Николаевой-Терешковой. |

### Сценарии и постановки массовых театрализованных представлений и праздников
1.           1962г. Москва, Суворовское Училище. Театрализованное представление в акт. зале, посвященное 150-летию Бородинской битвы
2.           1965г. Ленинград. БДТ им. Горького. Митинг-концерт, посв. 20-летию со дня Победы.
3.           1967 г., Ленинград, Пискаревское мемориальное кладбище. Театрализованный митинг-реквием для участников Международной встречи молодежи.
4.           1967 г., Ленинград, БДТ им. Горького. Театрализованное представление учащихся профтехобразования Ленинграда.
5.           1967 г., Цесис (Латв. ССР). Театрализованные представления и концерты для участников лагеря дружбы молодежи СССР и ГДР.
6.           1967 г., Москва, КДС. Театрализованный митинг-концерт "Комсомол Октябрю".
7.           1968 г., Росток (ГДР). Гала-концерт советской делегации на неделе дружбы стран Балтийского моря.
8.           1968 г., Москва, Красная площадь. Торжественная манифестация комсомольцев и молодежи Москвы.
9.           1968 г., Москва, зал гостиницы "Юность". Театрализованный концерт.
10.       1969 г., Москва, актовый зал МГУ. Театрализованный концерт студенческой самодеятельности Москвы.
11.       1969 г., Москва, киноконцертный зал "Октябрь". Театрализованное представление для участников Всесоюзного слета студенческих строительных отрядов.
12.       1970 г., Москва, Зеленый театр ЦПКиО им. Горького. Театрализованное представление "Боевая слава отцов", посвященное 25-летию Победы.
13.       1970 г., Ленинград, Пискаревское мемориальное кладбище. Театрализованный митинг-реквием для участников Всемирной встречи молодежи, посвященной 25-летию Победы.
14.       1971 г., Москва, ГЦКЗ "Россия". Театрализованный ритуал и концерт для членов Олимпийской сборной.
15.       1971 г., Москва, киноконцертный зал "Октябрь". Театрализованное представление для участников I Всесоюзного слета студентов.
16.       1972 г., Москва, Госуд. выставочный зал (Манеж). Шоу-программа "Театр моды" на Всесоюзной выставке достижений легкой промышленности.
17.       1972 г., Москва, актовый зал МГУ. Театрализованный концерт для участников фестиваля московских студентов, посвященного 50-летию образования СССР.
18.       1972 г., Ленинград, Пискаревское мемориальное кладбище. Театрализованный митинг-реквием для участников 2-го фестиваля дружбы молодежи СССР и ГДР.
19.       1972 г., Ростов, ДК завода Ростсельмаш. Театрализованный концерт самодеятельности Северо-Кавказской зоны, посвященный 50-летию образования СССР.
20.       1972 г., Ростов, Дворец спорта. Театрализованное представление "Здравствуйте, люди, песен достойные!", посвященное 50-летию образования СССР.
21.       1973 г., Москва, ДК МИИТ. Театрализованное представление победителей Всесоюзного смотра агитбригад.
22.       1973 г., Москва, Телевизионный театр. Театрализованное представление учащихся профтехобразования Москвы "Дело наших рук".
23.       1973 г., Москва, зал гостиницы "Юность". Театрализованный концерт.
24.       1974 г., Москва, киноконцертный зал "Октябрь”. Театрализованный концерт.
25.       1974 г., Баку, городской театр. Театрализованное представление учащихся профтехобразования Азербайджана "Ребята настоящие".
26.       1974 г., Москва, ЦПКиО им. Горького. Новогоднее представление для детей "Новогодние огни".
27.       1975 г., Москва, ГЦКЗ "Россия". Театрализованный митинг-поверка "Равнение на Знамя Победы!" для участников Международной встречи студентов, посвященной 30-летию Победы.
28.       1975 г., Москва, актовый зал МВТУ. Театрализованное представление "Война народная", посвященное 30-летию Победы.
29.       1975 г., Будапешт, Зеленый театр на острове Маргит. Гала-концерт советской делегации на I фестивале дружбы молодежи СССР и ВНР.
30.       1975 г., Сочи, городской театр. Открытие, закрытие и театрализованные концерты Международного фестиваля песни "Красная гвоздика".
31.       1975 г., Донецк, Дворец спорта. Театрализованные концерты лауреатов фестиваля песни "Красная гвоздика".
32.       1976 г., Москва, площадь и набережная у входа в МВТУ. Театрализованный ритуал посвящения в студенты.
33.       1976 г., Москва, ДК МИИТ. Театрализованный концерт лауреатов смотра художественной самодеятельности Москвы.
34.       1976 г., п/л "Артек", стадион. Театрализованное представление для делегатов VII Всесоюзного слета пионеров.
35.       1977 г., Геленджик. Общекурортный праздник-карнавал (торжественное ритуальное шествие, театрализованные митинги у мемориалов, вечернее костюмированное шествие по улицам и набережным города, карнавал на площади Труда и у Морпорта).
36.       1977 г., Москва, актовый зал МВТУ. Театрализованное представление "Я сердцем помню эти годы!".
37.       1978 г., Ростов, Дворец спорта. Фестиваль комсомольской песни.
38.       1978 г., Сочи. Общекурортный праздник-карнавал, посвященный Всесоюзному дню медработника и 60-летию советского здравоохранения (театрализованный ритуал на Мацесте, костюмированное шествие по улицам города, карнавал в парке "Ривьера").
39.       1978 г., Москва, актовый зал МВТУ. Театрализованное представление "Ты помнишь, товарищ?!.”
40.       1979 г., Москва, колонный зал Дома Союзов. Театрализованный слет ударников коммунистического труда коммунально-бытовых предприятий и местной промышленности г. Москвы.
41.       1979 г., Прага. Серия театрализованных мероприятий на фестивале дружбы молодежи СССР и ЧССР (торжественное открытие и гала-концерт советской делегации во Дворце спорта, ритуальное шествие на Вацлавской площади, костюмированный бал в зале им. Сметаны и др.).
42.       1979 г., Москва, здание МХАТ на Тверском бульваре. Театрализованный концерт для участников встречи молодежи столиц социалистических стран.
43.       1979 г., Москва, ДК ЗИЛ. Театрализованное представление для участников Международной встречи трудящейся молодежи социалистических стран.
44.       1979 г., Сочи, концертный зал "Фестивальный". Открытие, закрытие, театрализованные концерты Международного фестиваля песни "Красная гвоздика".
45.       1980 г., Москва, актовый зал МВТУ. Митинг-концерт.
46.       1980 г., Карл-Маркс-Штадт (ГДР). Гала-концерт советской делегации в штадтхалле и серия театрализованных представлений на открытых площадках на V фестивале дружбы молодежи СССР и ГДР.
47.       1980 г., Тула, стадион. Спортивно-театрализованное представление, посвященное встрече Олимпийского огня.
48.       1980 г., Москва, Международный молодежный лагерь Олимпиады-80 в Ивакино. Вся культурная программа лагеря (открытие, закрытие, бал, карнавал и т.д., и т.п. - ежедневно в течение 15 дней на стадионе, открытой сцене, в киноконцертном зале и т.д.).
49.       1981 г., Ленинград, Дворец молодежи. Новогодний бал молодежи "Петровская ассамблея".
50.       1981 г., Москва, ПКиО "Измайлово". Театрализованное ритуальное представление "Миру-Мир!".
51.       1981 г., Геленджик. Общегородской праздник-карнавал, посвященный 150-летию города (костюмированное шествие по улицам и набережным, театрализованные концерты на площадях, массовое сюжетное представление на стадионе, карнавал).
52.       1981 г., Иркутск, Дворец спорта и Дворец профсоюзов. Гала-концерт советской делегации и совместный концерт фестиваля дружбы молодежи СССР и МНР.
53.        1981 г., Нальчик, стадион. Театрализованное представление, посвященное 60-летию образования Кабардино-Балкарской АССР.
54.        1982 г. Москва. Стадион «Динамо» представление, посвящённое 60-ле ДСО «Динамо» (сценарий. Реж. Вандалковский, С. Андрачников, худ. А. Мальков)
55.       1982 г., Ленинград, Дворец молодежи. Театрализованное представление "Красноречивая муза молчания" на Всесоюзном фестивале "Мим-парад-82".
56.       1983 г., Москва, ДКО РСФСР (зал в “Олимпийской деревне"). Новогоднее представление "Новогодний сувенир".
57.        1983 г., Минск, Дворец спорта и ДК завода МАЗ. Гала-концерт советской делегации и совместный концерт III фестиваля дружбы молодежи СССР и Республики Куба.
58.        1983г. Москва с. «Динамо». Представление посвященное 60-летию общества «Юный динамовец» (на Лавочкина)
59.       1983 г., п/л "Артек", стадион. Представление-карнавал "Мы строим город счастья" для участников Международной смены.
60.       1983 г., Сочи, концертный зал "Фестивальный". Открытие, закрытие, театрализованные концерты Международного фестиваля песни "Красная гвоздика".
61.       1983 г., Люблин (ПНР), городской театр. Концерт советской делегации на форуме советской и польской молодежи.
62.       1983 г., Москва, Дворец спорта в Лужниках. Агит-концерт на митинге советской молодежи, посвященном предстоящему XII Всемирному фестивалю.
63.       1983 г., Москва, КДС. Новогодний бал Московской молодежи.
64.       1984 г., Волгоград. Театрализованные мероприятия на III фестивале дружбы молодежи СССР и ЧССР (совместный концерт в городском драмтеатре, детский праздник в цирке, театрализованное закрытие на набережной).
65.       1984 г., ПНР. Дни дружбы молодежи СССР и ПНР. Совместный концерт открытия во Дворце спорта и отдыха г. Люблин; гала-концерт советской делегации в зале музыки и танца г. Забже; концерт советской пантомимы в театре оперетты г. Краков; концерт русского классического искусства в зале филармонии г. Ченстохов; концерт советской песни в Воеводском центре культуры г. Катовице; концерт фольклорного искусства во Дворце молодежи г. Катовице; заключительный совместный концерт в Зале конгрессов  г. Варшава.
66.       1984 г., Москва, ГЦКЗ "Россия". Театрализованный слет бойцов студенческих строительных отрядов г. Москвы.
67.       1984 г., Москва, КДС. Новогодний бал московской молодежи.
68.       1985 г., Москва. Главный режиссер культурной программы XII Всемирного фестиваля молодежи и студентов. Автор сценариев "Мир победит войну!" (стадион "Динамо"), "Слава труду!" (ВДНХ), "Европа - наш общий дом" (ГЦКЗ "Россия"), митинга-концерта, посвященного открытию Памятного знака XII ВФМС (парк Дружбы) и др.
69.       1985 г., София, оперный театр. Гала-концерт на II фестивале советского самодеятельного искусства в НРБ.
70.       1986 г., Геленджик. Общегородской праздник-карнавал "Геленджику улыбается солнце" (костюмированное шествие, карнавал, концерты на площадях, театрализованное представление "Смейтесь на здоровье!" на стадионе).
71.       1986 г., Ульяновск, Дворец профсоюзов и концертный зал Ленинского мемориала. Гала-концерт советской делегации и совместный концерт I фестиваля дружбы молодежи СССР и КНДР.
72.       1987 г., Москва, КДС. Театрализованное представление для делегатов и гостей XVIII съезда профсоюзов СССР.
73.       1987 г., Уфа. Фестиваль эстрадной музыки самодеятельных коллективов РСФСР. Гала-концерт в ДК "Химик", театрализованная трамвайная кавалькада, диско-балы на площадях города.
74.       1987 г., Москва. Декада литературы, любительских театров  и агитбригад. Театрализованное открытие в театре им. Ермоловой, гала-концерт и закрытие в ДК им. Горбунова.
75.       1987 г., Москва, КДС. театрализованный концерт лауреатов II Всесоюзного фестиваля народного творчества в РСФСР "Я люблю тебя, Россия!".
76.       1987 г., Москва, КДС. Театрализованный концерт лауреатов II Всесоюзного фестиваля народного творчества в системе профтехобразования "Мы - трудовая молодость страны!".
77.       1987 г., Индия (Калькутта, Пури, Бхубанесвар, Конарк, Каттака, Кальяни и др. города). Гала-концерт и 24 театрализованных концерта в рамках фестиваля "СССР-Индия".
78.       1988 г., Москва, Зал им. Чайковского. "Музыка - душа твоя, Россия!". Театрализованный концерт к 100-летию первого русского оркестра народных инструментов.
79.       1988 г., Рязань, драмтеатр. Калининград (обл.), центр "Молодежный". Театрализованные конкурсы исполнителей польской песни.
80.       1988 г., Москва, универсальный спортзал "Дружба" в Лужниках. "Шоу-парад польской песни". Гала-концерт лауреатов Всероссийского конкурса исполнителей польской песни, лауреатов фестиваля "Зелена Гура-88" (ПНР), мастеров эстрады СССР и ПНР.
81.       1988 г., Витебск, открытый амфитеатр. Конкурсные концерты, заключительный гала-концерт  и коммерческие  концерты  Всесоюзного фестиваля польской песни "Витебск-88".
82.       1988 г., Москва, Дворец спорта в Лужниках. "Все цветы июля". Гала-концерты лауреатов Всесоюзного фестиваля "Витебск-88", фестиваля "Зелена Гура-88" (ПНР), ведущих мастеров искусств СССР и ПНР.
83.       1988 г., Варшава, Зал Конгрессов. Забже, Дом музыки и танца. Гала-концерты открытия и закрытия "Дней РСФСР в Польше".
84.       1989 г., Москва, Дворец молодежи. Концерт открытия "Дней газет "Млада фронта" и "Смена" (ЧССР) в России.
85.       1989 г., Москва, парк ЦДСА. Ленинград, ПКиО им. Кирова. Варшава, Прага, Зап. Берлин, Копенгаген, Базель, Лозанна, Блуа, Париж. Массовые театрализованные мероприятия Международного фестиваля уличных театров "Караван мира-89".
86.       1990 г., Ленинград, Петрозаводск, Кижи, Ярославль, Кострома, Горький, Казань, Куйбышев, Волгоград, Ростов-на-Дону. Массовые праздники и театрализованные представления для участников благотворительной миссии "Истоки".
87.       1990 г., Москва, киноцентр. Шоу-программа "Фестиваль русского текстиля".
88.       1990 г., Москва, Дворец молодежи. Театрализованное представление к 225-летию I Московской медицинской академии.
89.       1991 г., Москва, ГЦКЗ "Россия". Торжественный ритуал-концерт, посвященный открытию "Славянского хода" (Пасха).
90.       1991 г., Москва, КДС, Красная площадь, ул. Ильинка. Праздник-концерт, ярмарка и историческое действо, посвященные закрытию "Славянского хода" (Троица).
91.       1991 г., Тольятти, цеха завода, Дворец спорта, акватория Жигулевского моря, улицы города, стадион. Представления, концерты и праздники, посвященные 25-летию ВАЗа.
92.       1991 г., Москва, Зал им. Чайковского. Театрализованная программа открытия "Конгресса соотечественников".
93.       1991 г., Сочи, концертный зал "Фестивальный", Зимний театр, цирк, площадь у морпорта, стадион. Открытие, 15 театрализованных шоу-программ, ярмарка и закрытие Международного фольклорного фестиваля-игры "Золотое руно".
94.       1992 г., Москва, ДК МЭЛЗ и ГЦКЗ "Россия". Шоу-программа "От великого до смешного" из цикла "Кабаре двойников".
95.       1993 г., Москва, Красная площадь и ГУМ. Театрализованные программы открытия, закрытия праздника в ГУМе и ярмарка на площади в честь 100-летия ГУМа.
96.       1993 г., Усть-Каменогорск, ДК металлургов, парк, улицы города и стадион. Праздник в честь дня металлургов и 45-летия свинцово-цинкового комбината (костюмированное шествие, концерт, представление на стадионе, ярмарка в парке и др.).
97.       1994 г., Калининград (обл.), остров Канта, акватория Нижнего (Замкового) озера, Дворец спорта "Юность", улицы и площади города. Ночные карнавалы, ярмарка, гала-концерты и карнавальное шествие на Международном фестивале искусств "Калининград-94".
98.       1994 г., Чебоксары, театральная площадь, берег залива, музыкальный театр, улицы города. Карнавальное шествие, открытие, гала-концерт, ночной диско-бал и закрытие праздника, посвященного 525-летию города.
99.       1994 г., Москва, открытая площадка в р-не "Лефортово". Детский праздник и ночное новогоднее шоу.
100.    1995 г., Белгородская область. Театрализованный церемониал, посвященный открытию памятника Победы на Прохоровском танковом поле.
101.    1995 г., Калининград (обл.), остров Канта, ДК моряков, собор, улицы и площади города. Ночные карнавалы, ярмарка, гала-концерты, пивные чемпионаты, презентация, карнавал на воде, карнавальное шествие  по улицам города и выездные концерты на Международном фестивале искусств “Калининград-95”.
102.    1995 г., Белгород, площадь революции, улицы города, парк, городской пляж. Историческое театрализованное представление, костюмированное шествие, фольклорный праздник, ярмарка, ночной диско-бал, гала-концерт на воде, выездные концерты в рамках Международного фестиваля, посвященного 1000-летию города.
103.       1995 г., Владивосток, драмтеатр, , Корабельная набережная, парк Минного городка, улицы города, Спортивная гавань и др. Гала-концерты, ритуальная церемония, ярмарка, театрализованное шествие, концерт на водной сцене, карнавал на воде, ночной диско-бал, выездные концерты на Международном фестивале “Дни мира на Тихом океане”, посвященном 50-летию окончания II мировой войны.
104.       1996г, Москва, поклонная гора. Праздник Масленицы.
105.       1996г., Москва, ГКД (б. КДС). Театрализованный концерт открытия Всероссийского фестиваля народного творчества, посвященного 850-летию Москвы.
106.       1996г., Москва Поклонная года. Массовое гуляние для ветеранов, посвящённое 51-й годовщине Победы.
107.       1996г., Москва, Поклонная гора. Массовое гуляние  и театрализованный концерт, посвящённый дню города.
108.       1997г., Москва Главный режиссёр основных мероприятий, посвящённых 850-летию Москвы (19 представлений и праздников).автор сценария программы «московский балаган» на Манежной площади.
109.       1998г., Москва. Пл. Революции. концертно-игровая программа «Москва приветствует ВЮИ» 1-го мая.
110.       1998г., Москва БСА стадиона «Лужники», праздник «столичное мороженое».
111.       1999г., Москва, Поклонная гора. \праздник,посвящённый 200-летию А.С. Пушкина.
112.       1999г., Москва Лужники. Фестиваль пива.
113.       19990200г., москва. Тверская пл. Встреча 200-го года
114.       2000г., Якутск, стадион «туймаада», Открытие и закрытие  II Международных спортивных игр «Дети Азии».
115.       2001г., Москва. Театр им. Сац. Театрилизованный концерт «Здравствуй новый век!», посвязённый 850-летию государственного Российского дома народного творчества.
116.       2001. Москва, Тверская площадь. «Парад карнавалов» в рамках  III Всемирной театральной олимпиады.
117.       2001г., Москва, Москворецкая набережная. Закрытие III Всемирной театральной олимпиады
118.       2001г., Москва цАТРА. Театрализованный реквием «Живые, пойте о нас!», посв. 60-летию разгрома фашистов под Москвой.
119.       2002г., Москва, стадион «Лужники» открытие м
120.       Международных юношеских спортивных игр стран СНГ, Балтии и регионов России
121.       2002г.. Москва. Тверская площадью. Открытие Дня города (855-летие Москвы).
122.       2003г., Саратов. Стадион «Локомотив» открытие I летней Спартакиады учащихся России
123.       2004г.. москва Васильевский спуск Красной площади. «Рождество Христово».
124.       2005г., Москва Софийская набережная. Кавалькада «Олимпийская река».
125.       2005г.. Нижний Новгород. Площадь «Скоба» и оперный театр. Празднование «Дня народного единства»
126.       2006г., москва. ЦАТРА. Церемония «Человек года-5766», приуроченная к празднования Хануки для федерации еврейских общин России
127.       2007г.. Москва ЦПКиО. Праздник посвящённый 50-летию универмага «Детский мир».
128.       2007г.. Москва ДС на Ходынке. Открытие Российско-Китайских спортивных игр.
129.       2008г.. СП-б Дворцовая площадь. Встреча олимпийского огня – последняя остановка перед Пекином.